# Österreichischer Bauernbund
Der Österreichische Bauernbund ist neben dem ÖAAB, dem ÖWB und dem Österreichischen Seniorenbund eine der wichtigsten Teilorganisationen der Österreichischen Volkspartei (ÖVP).

## Geschichte des Österreichischen Bauernbundes
Die Anfänge des Bauernbundes stellen die seit dem späten 19. Jahrhundert in einzelnen Bundesländern entstandenen politischen Bauernvereinigungen dar:
- 1886 Kärntner Bauernbund
- 1899 Katholisch-konservative Bauernverein für Mittel- und Obersteiermark
- 1904 Allgemeiner Tiroler Bauernbund
- 1906 Niederösterreichischer Bauernbund, Salzburger Bauernbund
- 1919 Oberösterreichischer Bauernbund, Vorarlberger Bauernbund
- 1921 Burgenländischer Bauernbund
- 1936 Wiener Bauernbund

Im November 1919 wurde der „Österreichische Reichsbauernbund“ gegründet, der bis 1938 bestand. Als „Zusammenfassung aller christlichen Bauernorganisationen Österreichs“ verstand sich diese agrarische Standesvertretung als parteipolitische Organisation, deren „öffentliche politische Tätigkeit in den Rahmen der Christlichsozialen Partei eingebaut ist.“ In den 1920er-Jahren wurden auf seine Initiative die Interessenvertretung der Bauern (Landwirtschaftskammern, Präsidentenkonferenz) eingerichtet.
1945 wurde der Österreichische Bauernbund, zusammengesetzt aus den neun Landesorganisationen, als Teilorganisation der ÖVP neu gebildet. Durch seine Mitgliederzahl (1920 ca. 220.000 Mitglieder, 1948 ca. 405.000 Mitglieder, heute mehr als 300.000 Mitglieder) und die Verankerung in der ÖVP übt der Bauernbund seit seiner Gründung einen wesentlichen Einfluss auf die Agrarpolitik in Österreich aus (Preispolitik für landwirtschaftliche Produkte, Landwirtschaftsgesetz). In den 1950er- bis in die 1970er-Jahre wurde, auch unter Mitwirkung des Bauernbundes, die soziale Absicherung für Bauern ausgebaut (Zuschussrenten, Pensionen, Kranken- und Unfallversicherung, Kinderbeihilfe auch für Bauernkinder).

## Grundsätze
Am 28. November 1992 wurden in St. Pölten neue Satzungen des Österreichischen Bauernbundes beschlossen. In diesen Grundsätzen findet sich das Bekenntnis zu einem demokratischen, freien und unabhängigen Österreich, zum Rechtsstaat und zum Föderalismus wieder.
- Der Bauernbund sieht sich den christlich-humanistischen Werten und Traditionen verpflichtet.
- Er versteht sich als starke Interessenvertretung der Bauern.
- Darüber hinaus setzt sich der Bauernbund für all jene Belange ein, die für die Menschen im ländlichen Raum – über Konfessions-, Standes- und Berufsgrenzen hinweg – wichtig sind: von der Erhaltung der Heimat als Kultur und Lebensraum, dem Leben in den Dörfern, bis zu Chancengleichheit bei Infrastruktur, Wirtschaft, Sozialpolitik und in der Aus- und Weiterbildung. Ziel ist es, die flächendeckende bäuerliche Landwirtschaft und die Funktion des ländlichen Raumes als Erholungsraum nachhaltig sicherzustellen.
- Der Bauernbund bekennt sich zur ökosozialen Marktwirtschaft: Zum Schutz des Eigentums und zu einer Verbesserung der Einkommenslage der Landwirtschaft durch die Gestaltung fairer wirtschaftlicher Rahmenbedingungen, zur Sicherung der ökologischen Vielfalt, zum Schutz der Lebensgrundlagen Boden, Wasser und Luft durch nachhaltige Bewirtschaftung und zu einem gerechten sozialen Ausgleich.
- Bäuerliche Landwirtschaft wird als „Lebenswirtschaft für die Gesellschaft“[2] gesehen. Neben der Bereitstellung von Nahrung und Energie müssen, so das Leitbild des Bauernbundes, auch „bäuerliche Leistungen zur Erhaltung der Kulturlandschaft, die für die Allgemeinheit erbracht werden, entsprechend abgegolten werden“.

## Organisation und Tätigkeit
Der Österreichische Bauernbund ist die Dachorganisation der neun Landesbauernbünde – Burgenländischer Bauernbund, Kärntner Bauernbund, Niederösterreichischer Bauernbund, Oberösterreichischer Bauern- und Nebenerwerbsbauernbund, Salzburger Bauernbund, Steirischer Bauernbund, Tiroler Bauernbund, Vorarlberger Bauernbund und Wiener Bauernbund –, die ihrerseits volle vereins- und vermögensrechtliche Selbständigkeit besitzen. Mitglieder der Landesbauernbünde sind automatisch auch Mitglieder des Österreichischen Bauernbundes. Eine weitere eigenständige Organisation innerhalb des Bauernbundes ist die Österreichische Jungbauernschaft mit Bundesobmann Franz Xaver Broidl an der Spitze. Die Jungbauern veranstalten jährlich das Erntedankfest in Wien und sind auch für Jungbauernkalender verantwortlich.
Ziel des Bauernbundes ist, eine flächendeckende bäuerliche Landwirtschaft und damit die Funktion des ländlichen Raumes als Erholungsraum, Lebens-, Arbeits- und Wirtschaftsraum für alle Österreicher, auch über den Agrarbereich hinaus, sicherzustellen. Die Tätigkeit des Bauernbundes umfasst Öffentlichkeitsarbeit, die Organisation von Veranstaltungen und Initiativen. Er ist auch Herausgeber der Österreichischen Bauernzeitung. 
Zahlreiche Funktionäre des Bauernbundes waren und sind als Politiker der ÖVP (bzw. vor 1938 der Christlichsozialen Partei und der Vaterländischen Front) in der Landes- und Bundespolitik aktiv, darunter Josef Stöckler, Rudolf Buchinger, Andreas Thaler, Florian Födermayr, Engelbert Dollfuß, Josef Reither, Josef Kraus, Eduard Hartmann, Karl Schleinzer, Alois Derfler, Leopold Figl, Josef Riegler, Wilhelm Molterer, Jakob Auer, Hermann Schultes und Stephan Pernkopf. Weiters sind Funktionäre des Bauernbundes in gesetzgebenden Körperschaften und Interessenvertretungen, in sozial- und kulturpolitischen Einrichtungen, in Wirtschaft und Verwaltung vertreten.

### Präsidenten
- 1945 bis 1949: Josef Reither
- 1949 bis 1960: Josef Kraus
- 1960 bis 1970: Josef Wallner
- 1970 bis 1980: Roland Minkowitsch
- 1980 bis 1989: Alois Derfler
- 1989 bis 2001: Georg Schwarzenberger
- 2001 bis 2011: Fritz Grillitsch
- 2011 bis 2017: Jakob Auer
- seit 2017: Georg Strasser[5]

### Direktoren
- 2003 bis 2005 Matthias Thaler[6]
- 2005 bis 2008 Fritz Kaltenegger[7]
- 2008 bis 2017 Johannes Abentung[8]
- 2017 bis 2022: Norbert Totschnig
- 2022 bis 2025: David Süß
- ab 2025: Corinna Scharzenberger[9]